# Förhandsbesked (skatterätt)
Med förhandsbesked menas i svensk skatterätt ett bindande besked av skatterättsnämnden i vissa skattefrågor.
Ett förhandsbesked i skatteärenden kan lämnas efter ansökan från en enskild om frågan gäller den enskildes skattskyldighet eller beskattning och svaret är av vikt för sökanden eller för en enhetlig lagtolkning eller rättstillämpning. Även Skatteverket kan under vissa förutsättningar ansöka om förhandsbesked.
Ett förhandsbesked som vunnit laga kraft är bindande för Skatteverket och för en allmän förvaltningsdomstol, om den som begärt beskedet yrkar det. Förhandsbeskedet får överklagas hos högsta förvaltningsdomstolen. Skatterättsnämnden har rätt att ta ut en avgift från enskild vid prövning av skatteärenden. Skatterättsnämnden tar ut en avgift för förhandsbesked som gäller en fråga om direkt skatt. I frågor om indirekt skatt tas inte någon avgift ut.
Regler om förhandsbesked i skattefrågor finns i lagen (1998:189) om förhandsbesked i skattefrågor.